# 앰퍼샌드원
앰퍼샌드원(AMPERS&ONE)는 2023년 11월 15일 데뷔한 대한민국의 7인조 보이 그룹으로, FNC 엔터테인먼트 소속이다.

## 구성원
| 이름     | 소개 |
| -------- | --- |
| 나캠든   | - 이름 : 캠든 윈스턴 나, 나두빈 - 생년월일 : 2001년 6월 9일(24세) - 출생지 : 미국 - 활동기간 : 2023년 11월 15일 ~ 현재           |
| 브라이언 | - 이름 : 브라이언 호, 허팅웨이, 하정위 - 생년월일 : 2002년 8월 27일(22세) - 출생지 : 캐나다 - 활동기간 : 2023년 11월 15일 ~ 현재 |
| 최지호   | - 이름 : 최지호 - 생년월일 : 2004년 6월 10일(21세) - 출생지 : 대한민국 - 활동기간 : 2023년 11월 15일 ~ 현재                      |
| 윤시윤   | - 이름 : 윤시윤 - 생년월일 : 2005년 1월 8일(20세) - 출생지 : 대한민국 - 활동기간 : 2023년 11월 15일 ~ 현재                       |
| 카이렐   | - 이름 :카이렐, 최영 - 생년월일 : 2005년 7월 3일(20세) - 출생지 : 미국 - 활동기간 : 2023년 11월 15일 ~ 현재                      |
| 마카야   | - 이름 :마카야, 이예준 - 생년월일 : 2006년 1월 21일(19세) - 출생지 : 호주 - 활동기간 : 2023년 11월 15일 ~ 현재                   |
| 김승모   | - 이름 : 김승모 - 생년월일 : 2006년 7월 3일(19세) - 출생지 : 대한민국 - 활동기간 : 2023년 11월 15일 ~ 현재                       |

역대 리더
- 1대 : 최지호 (2023.11 ~ 2024.09)
- 2대 : 나캠든 (2024.09 ~ 현재)

## 음반

### EP
- 2024년 10월 22일 《ONE QUESTION》
- 2025년 4월 8일 《WILD & FREE》
- 2025년 8월 12일 《LOUD & PROUD》

### 싱글
- 2023년 11월 15일 《AMPERSAND ONE》
- 2024년 3월 26일 《ONE HEARTED》